# Kap Découverte
Das Kap Découverte (von französisch découverte ‚Entdeckung‘) ist eine Landspitze an der Küste des ostantarktischen Adélielands. Es markiert das nordwestliche Ende der Gruppe der Curzon-Inseln.
Entdeckt und benannt wurde es bei der Dritten Französischen Antarktisexpedition (1837–1840) unter der Leitung des Polarforschers Jules Dumont d’Urville. Das Kap war die erste Festlandmarke, welche die Expeditionsteilnehmer zu Gesicht bekamen.